# Liten toffelmossa
Liten toffelmossa (Aloina brevirostris) är en bladmossart som beskrevs av Kindberg 1883. Liten toffelmossa ingår i släktet toffelmossor, och familjen Pottiaceae. Enligt den finländska rödlistan är arten nära hotad i Finland. Arten är reproducerande i Sverige. Artens livsmiljö är ruderatmarker, vägrenar och banvallar. Inga underarter finns listade i Catalogue of Life.